# Rivella
Rivella（或譯瑞維拉）是一種源於瑞士的軟飲料，有「瑞士國飲」之稱。Rivella由羅伯特·巴爾特（Robert Barth）發明於1952年。Rivella的原料是乳清，並因此包含乳糖、乳酸和礦物質等成分。除了瑞士之外，Rivella亦在多個其它國家銷售（特別是荷蘭），並在不同國家提供不同口味。

## 歷史
1950年，羅伯特·巴爾特（Robert Barth）和生物學家漢斯·蘇斯裡·蘇黎士（Hans Süsli Zurich）使用一種配方發明了軟飲料。該配方最初目的是製作以乳清為原料的啤酒。1952年，巴爾特成立了Rivella AG公司，並在1952年以Rivella Red名稱開始銷售這一飲料。「Rivella」這一名稱來自於提契諾州的聖維塔萊河村，以及義大利語中的「啟示」（rivelazione）一詞。Rivella最初的產地是施泰法，後搬至羅特里斯特並維持至今。Rivella的第二種口味於1958年在荷蘭上市，於1959年在瑞士上市。這一口味名為Rivella Blue，是最初配方的低卡路里版本。這也是歐洲第一款減肥軟飲料。第三個口味則是Rivella Green，在1999年上市，使用了綠茶提取物。
2000年，羅伯特·巴爾特將公司總裁職位傳給他的兒子亞歷山大·巴爾特。羅伯特·巴爾特在2007年去世。
在2008年之前，瑞士連鎖超市米格羅斯銷售一款名為「Mivella」的自有飲料。這款飲料是Rivella為該超市生產的特製飲料。但在2008年，由於Mivella並不如Rivella一樣受歡迎，米格羅斯開始銷售Rivella。
自1977年開始，Rivella成為瑞士國家滑雪隊的贊助商。2017年，兩者在圣莫里茨慶祝合作40週年。

## 口味
Rivella在瑞士銷售有紅色、藍色（低卡）、綠色（含有綠茶萃取物）、清爽（低糖）、葡萄柚、薄荷味。

## 銷售情況
2013年，Rivella AG在瑞士的軟飲料市場佔有率達15.3%，僅次於可口可樂。Rivella亦長期在列支敦士登、荷蘭和盧森堡銷售。自1958年開始，Rivella就在荷蘭上市。現在荷蘭是Rivella在瑞士以外的最大市場。此外Rivella亦能在德國、法國和奧地利靠近瑞士國境的地區購買。瑞士國外銷售的Rivella配方和瑞士國內相同。

## 外部連結
- Rivella Official website （页面存档备份，存于）